# وثيقة حقوق 1689

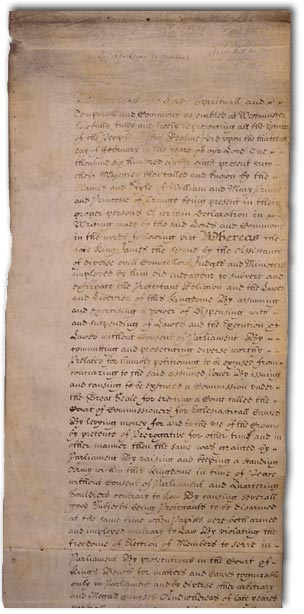
وثيقة حقوق 1689

وثيقة الحقوق لعام 1689، المعروفة أيضًا بوثيقة الحقوق لعام 1688، هو تشريع تاريخي في القانون الدستوري لإنجلترا يحدد بعض الحقوق المدنية الأساسية ويوضح من الذي سيرث العرش بعد ذلك. حصلت الوثيقة على الموافقة الملكية في 16 ديسمبر 1689 وهي إعادة صياغة في شكل قانوني لإعلان الحقوق الذي قدمه البرلمان إلى ويليام الثالث وماري الثانية في فبراير 1689، ودعوتهم إلى أن يصبحوا ملوكًا مشتركين لإنجلترا. يضع قانون الحقوق قيودًا على سلطات الملك ويحدد حقوق البرلمان، بما في ذلك متطلبات البرلمانات المنتظمة والانتخابات الحرة وحرية التعبير في البرلمان. ويحدد حقوقًا معينة للأفراد بما في ذلك حظر العقوبة القاسية وغير العادية وأكد أن البروتستانت قد يمتلكون أسلحة للدفاع عنهم تتناسب مع ظروفهم وكما يسمح بها القانون. كما أنه لا يشمل أي حق في فرض الضرائب دون موافقة البرلمان. علاوة على ذلك، وصف ميثاق الحقوق وأدان العديد من الآثام التي ارتكبها جيمس الثاني ملك إنجلترا.
تعكس هذه الأفكار أفكار الفيلسوف السياسي جون لوك وسرعان ما أصبحت شائعة في إنجلترا. كما يحدد -أو يعيد صياغة، في رأي واضعيه- بعض المتطلبات الدستورية للتاج للحصول على موافقة الشعب، كما هو ممثل في البرلمان.
في المملكة المتحدة، ترافق وثيقة الحقوق أيضًا الوثيقة العظمى، والتماس الحق، وقانون المثول أمام القضاء 1679 وقانون البرلمان لعامي 1911 و1949 باعتبارها بعض الوثائق الأساسية للدستور البريطاني غير المعدل. يُعد قانون المطالبة بالحقوق 1689، وثيقةً منفصلةً ولكنها مماثلة، وينطبق في اسكتلندا. كانت وثيقة الحقوق 1689 إحدى نماذج وثيقة حقوق الإنسان بالولايات المتحدة لعام 1789، وإعلان الأمم المتحدة لحقوق الإنسان لعام 1948، والاتفاقية الأوروبية لحقوق الإنسان لعام 1950.
إلى جانب قانون التسوية 1701، ما تزال وثيقة الحقوق سارية في جميع دول الكومنولث. بعد اتفاقية بيرث عام 2011، دخل التشريع المعدل لكليهما حيز التنفيذ عبر عوالم الكومنولث في 26 مارس 2015.

## خلفية
خلال القرن السابع عشر، تجدد الاهتمام بالوثيقة العظمى. أقر البرلمان الإنجليزي التماس الحق في عام 1628 الذي ينص على بعض الحريات للمواطنين. نشبت الحرب الأهلية الإنجليزية (1642–1651) بين الملك وبرلمان حكم الأقلية ولكن المُنتَخَب، إذ تشكلت فكرة الأحزاب السياسية طويلة المدى مع النموذج الجديد للجيش العظيم والشخصيات المتواضعة ذات التأثير الوضيع التي تناقش دستورًا جديدًا في مناظرات بوتني عام 1647. أخضِع البرلمان إلى حد كبير من قبل السلطة التنفيذية خلال المحمية (1653-1659) ومعظم الخمسة وعشرين عامًا من استعادة إنجلترا من قبل لتشارلز الثاني من عام 1660. ومع ذلك، مع ميزة نمو المطبوعات المنشورات ودعم مدينة لندن، كانوا قادرين على التخفيف من بعض التجاوزات التنفيذية، ومكائد وسخاء الحكومة، وخاصة وزارة الكابال التي وقعت على معاهدة سرية لدوفر التي أنشأت تحالفًا بين إنجلترا وفرنسا في حرب محتملة ضد الحلفاء الهولنديين. وكان قد أقر بالفعل قانون أمر الإحضار في 1679، والذي عزز الاتفاقية التي تحظر الاحتجاز الذي يفتقر إلى سبب أو دليل كافٍ.

### ثورة مجيدة
اعتراضًا على سياسات الملك جيمس الثاني ملك إنجلترا (جيمس السابع ملك اسكتلندا وجيمس الثاني ملك أيرلندا)، دعت مجموعة من البرلمانيين الإنجليز حامل اللقب الهولندي ويليام الثالث من أورانج ناسو (ويليام الأورانجي) للإطاحة بالملك. أدى غزو ويليام الناجح بأسطول وجيش هولنديين إلى فرار جيمس إلى فرنسا. في ديسمبر 1688، عين أقرانه وليام حاكمًا مؤقتًا. كان من المسلم به على نطاق واسع أن مثل هذا الإجراء كان دستوريًا، إذا كان الملك عاجزًا، واستدعوا مجلسًا يضم العديد من أعضاء البرلمان. دعت هذه الجمعية لانتخاب برلمان المؤتمر الإنجليزي، الذي انعقد في 22 يناير 1689.

## القانون الدستوري
لم يتمتع بحقوق الميثاق الاعظم إلا فئات قليلة جداً من الشعب، نشأت المرحلة الأولى في تعريف الحقوق التي تشمل الناس جميعا وليس النخبة الحاكمة فقط نتيجة للثورات الإنجليزية والفرنسية والأمريكية. وقد تم الاعتراف كتابة بالحقوق التي أرستها هذه الثورات في قانون الحقوق الإنجليزي الذي صدر عام 1689، وإعلان حقوق الإنسان والمواطن الفرنسي الصادر عام 1789، وقانون الحقوق الأمريكي في عام 1791.
وثيقة حقوق 1689 هي واحدة من الوثائق الأساسية للقانون الدستوري الإنجليزي، إلى جانب الميثاق الاعظم، وقانون التسوية واعمال البرلمان. وهي تشكل أيضا جزءا من القانون لبعض دول الكومنولث المتحدة الأخرى، مثل نيوزيلندا وكندا. ولكن هناك وثيقة مماثلة منفصلة في اسكتلندا تسمى ادعاء الحق.

## الثورة المجيدة
تمثّل نجاح الثورة المجيدة (Glorious Revolution) في القرن السابع عشر بشكل واضح في «إعلان الحقوق» الذي أصدره البرلمان الإنجليزي عام 1689، وقد استعرض إعلان الحقوق المظالم التي ارتكبها الملك جيمس الثاني في حقِّ الشعب، واشترط على الملك الجديد عدم القيام بأي عمل يؤدي إلى الانتقاص من حقوق الشعب.

## إعلان الحقوق
كان من أهم ما تضمّنه إعلان الحقوق (قانون الحقوق الإنجليزي) بالإضافة إلى ذلك:
- حقِّ الملك في التاج مستمد من الشعب الممثل في البرلمان، وليس من الله.
- ليس للملك إلغاء القوانين أو وقف تنفيذها أو إصدار قوانين جديدة، إلا بموافقة البرلمان.
- لا تُفرض ضرائب جديدة، ولا يُشكّل جيش جديد إلا بموافقة البرلمان.
- حرية الرأي والتعبير في البرلمان مكفولة ومُصانة.